# Джесс Вейд
Джессіка Еліс Фейманн Вейд (англ. Jessica Alice Feinmann Wade) — британська вчена-фізик і дослідниця Лабораторії Блекетт Імперського коледжу Лондона. У своїх дослідженнях вивчає світловипромінювальні діоди (LED) на основі полімерів. Вона також працює над залученням громадськості до роботи в галузі науки, технології, інженерії та математики (STEM), особливо щодо пропагування фізики серед дівчат. У 2017 році Вейд виграла премію Робін Перрін від Інституту матеріалів, мінералів та гірництва в галузі матеріалознавства, а в 2018 році — медаль Дафни Джексон від Інституту фізики і потрапила в список 10 людей, що мали значення у 2018, від журналу Nature.

## Освіта
Навчалася у Саут-Гемпстедській старшій школі, яку закінчила в 2007 році. Потім пройшла базовий курс з мистецтва та дизайну в Коледжі мистецтв і дизайну Челсі, і в 2012 році отримала диплом магістра (MSci) з фізики в Імперському коледжі Лондона. Далі продовжила в Імперіал-коледжі, ставши доктором філософії в галузі фізики в 2016 році. Її дисертація присвячена нанометрології в органічних напівпровідниках і написана під керівництвом Джі-Сеон Кіма.

## Дослідження і кар'єра
Станом на  2018 Вейд проводить постдокторські дослідження з пластикової електроніки у групі вивчення фізики твердого тіла з Імперського коледжу Лондона, спеціалізується на розробці і характеристиці світловипромінювальних тонких полімерних плівок разом з Аласдером Кемпбеллом і Меттом Фухтером. Її дослідження опубліковані в таких наукових журналах, як Journal of Physical Chemistry C, Журнал Американського хімічного товариства, Journal of Materials Chemistry A, ACS Nano, Advanced Functional Materials, Журнал хімічної фізики, Journal of Materials Chemistry, Advanced Electronic Materials, ChemComm та Energy & Environmental Science. Вона є співавтором наукових робіт з Джеймсом Дюраном, Дженні Нельсон, Доналом Бредлі і Джі-Сеон Кімом.

### Громадська діяльність
Вейд сприяла залученню громадськості до підвищення гендерної рівності в галузях науки, технології, інженерії та математики (STEM). Вона представляла Велику Британію у Міжнародній програмі лідерства Hidden No More, фінансованій Державним департаментом США, і входила до Ради молодих жінок WISE Campaign та Ради Жіночого інженерного товариства (WES), працюючи з вчителями всієї країни через мережу Stimulating Physics Network (у тому числі даючи ключові доповіді на освітніх ярмарках та вчительських конференціях). Вейд критикує дорогі кампанії, метою яких є заохочення дівчаток в галузі науки, які містять натяк на те, що це буде цікаво лише незначній меншості, або, що дівчата можуть вивчати «хімічний склад помад і лаку для нігтів». За її оцінками, 5 чи 6 млн фунтів витрачається у Великій Британії для просування наукової кар'єри серед жінок, але з незначними результатами. Вейд зробила значний внесок у кампанію Вікіпедії, направлену на створення статей Вікіпедії про помітних жінок-вчених, з метою заохочення рольових моделей жінок в STEM.

Вейд координувала роботу команди 6-ї Міжнародної конференції жінок у галузі фізики, завдяки чому її запросили обговорити роботу Інституту фізики щодо гендерного балансу в Німеччині.
В Інституті Фізики Вейд входить до Комітету Лондона і Південного Сходу та Комітету жінок у галузі фізики, а в Імперському коледжі — в Комітет Юнони з прозорості і можливостей. Серед людей, що на неї вплинули, Вейд називає Шармаден Рейд, Леслі Коен, Дженні Нельсон і Анджелу Саїні, зокрема її книгу Inferior. Її просвітницьку роботу висвітлювали Бі-бі-сі, Скай Ньюз, HuffPost, ABC News, Physics World, Ель Паїс, CNN, Nature, і Гардіан.

### Нагороди та почесні звання
Вейд отримала нагороди за внесок у розвиток науки, наукової комунікації, різноманітності та інклюзії. Нагороджена медаллю Джулії Гіґґінс 2017 від Імперського коледжу за свою роботу з підтримки гендерної рівності. Отримала премію Роберта Перрін з матеріалознавства від Інституту матеріалів, мінералів та гірництва, премію Джоселін Белл-Бернелл для жінок у фізиці 2016, Приз початківцю-комунікатору у галузі фізики 2015 від Інституту фізики і відзначена Спілкою Імперського коледжу за внесок у життя коледжу в 2015 році. У 2015 році Вейд стала переможцем «кольорової зони» в онлайн-проекті «Я вчений, забери мене звідси!» від Mangorolla CIC. У 2017 році її запросили на Science Foo Camp у Googleplex в Каліфорнії.
У грудні 2018 року журнал Nature вніс її до свого щорічного списку людей, які були значимими для науки, — Nature's 10. Того ж року Вейд виграла медаль і приз Дафни Джексон за «виконання ролі міжнародно-визнаного посла STEM» й отримала «почесну згадку» у премії Вікімедієць року від співзасновника Вікіпедії Джиммі Вейлза за її «цілорічні зусилля з написання статей про недостатньо представлених вчених та інженерів у Вікіпедії».